# Llista de jocs per a MSX
Aquesta llista inclou els videojocs per a ordinadors MSX

## MSX1
- 3D Knockout
- After the war part 1 & 2
- Ale Hop
- Alien 8
- Aliens (videojoc)
- Alpha Blaster
- Animal Wars
- Antarctic Adventure
- Army Moves
- Artic moves
- Athletic land
- Auf Wiedersehen Monty
- Avenger
- Bandit
- Bank Panic
- Batman (videojoc)
- Blagger
- Blow Up!
- BMX Simulator
- Boulder Dash
- Bubble Bobble
- Buck Rogers
- Cat adventure
- Camelot (MSX)
- The Castle
- Castlequest
- Chack'n Pop
- Chuckie Egg
- Circus Charlie
- Comic Bakery
- Courageous Perseus
- Daiva Story IV
- Dam Busters
- Death Valley Gold rush
- Decathlon 1984
- Deus Ex Machina (videojoc)
- Dragon Slayer
- Dungeon Adventure
- Dustin
- The Earth Fighter Rayieza
- Eggerland Mystery
- Eggerland 2
- Eldion (Orpheus)
- Elite (videojoc)
- Exoide-Z
- F1 Spirit
- Feud
- Flight Deck 1
- Flight Deck 2
- Flight Path 737
- The Flintstones
- Frogger
- Funky Mouse
- Gall Force
- Gauntlet
- Goonies
- Ghostbusters
- Hunchback
- Youkai Yashiki (a.k.a. Ghost House)
- The Goonies (MSX)
- Gradius (a.k.a. Nemesis)
- Gofer no Yabou Episode II (a.k.a. Nemesis 3: The Eve of Destruction)
- Golf(Konami)
- Goody
- Guardic
- Gunfright
- Head Over Heels
- H.E.R.O.
- Hopper
- Hyper Rally
- Hyper Shot
- Hyper Sports
- Hyper Sports II
- Hyper Sports III
- Hyper Viper
- Iga Ninpou Chou Mangetsujou no Tatakai (a.k.a. Ninja II, Handbook of Iga's technique: the Fight of Full Moon Castle)
- Iga Ninpou Chou (a.k.a. Notebook of Iga's Technique)
- Iligks Episode I - Theseus (a.k.a. Theseus, Iriigasu, Illegus, Iriegas)
- Iligks episode IV (a.k.a. The Maze of Illegus)
- International Karate
- Jack the Nipper 1 & 2
- Jagur
- Jet Set Willy
- Jet Set Willy 2
- Jump Jet
- King's Knight
- King's Valley
- King's Valley II
- Knight Lore
- Knightmare
- Konami's Ping Pong
- Konami's Soccer
- Konami's Boxing
- Le Mans (Electric)
- Le Mans Grand Prix
- La Herancia
- La Abadía del Crimen
- Lazy Jones
- Livingstone Supongo
- Mad Mix
- Master of the Lamps(Activision)
- Masters of the Universe (videojoc)
- Magical Tree
- Magical Kid Wiz
- Manic Miner
- Martianoids
- Mayhem (Mr. Micro)
- Mopiranger
- Mutant Monty
- The Maze of Galious
- Navy moves
- Nightshade (videojoc)
- North Sea Helicopter
- Oh S!#T
- Outrun
- Parodius
- Pastfinder(Activision)
- Penguin Adventure
- Penguin's Egg
- Pentagram
- Pippols
- Piso Zero
- Pitfall 2
- Pooyan
- Predator (videojoc)
- Predator: Soon the Hunt Will Begin
- Q*Bert
- River Raid
- Return to Eden
- Roadfighter
- Robocop (videojoc)
- Dragon Slayer
- Satan (MSX)
- Salamander (videojoc)
- Secret Treasure of Moai
- Shark Hunter
- Sky Jaguar
- Slap Shot
- Snake It!
- Snowman
- Spirits
- Starquake
- Star Force
- Star Soldier
- Super Bowl
- The Stone of Wisdom (a.k.a. Kenja no ishi)
- Tujad
- Sorcery (Virgin)
- Stormbringer
- Super Cobra
- Super Laydock
- Survivor (videojoc
- Tennis (Konami)
- Thexder
- The worm in paradise
- Time Pilot
- Tomboy Becky
- Topple Zip
- Track & Field
- Twinbee
- Ultra Chess
- Vampire
- Venon Strikes Back
- Warroid
- Dragon Slayer
- Xyzolog
- Yami no ryu ou Hades no monshou (a.k.a. Leonidas, Crest of the Dragon King Hades of Darkness)
- Yie-Ar Kung Fu
- Yie-Ar Kung Fu 2
- Zanac
- Zaxxon

## MSX2
- Akin (MSX)
- Aleste
- Aleste 2
- Aleste Gaiden
- Andorogynus
- ARC (MSX)
- Ash Guine
- Ash Guine Story II
- Ash Guine 3
- Blade Lords
- Burai
- Columns
- Contra (videojoc)
- Crimson
- Daiva Story 4
- Deep Forest (MSX)
- Dix (MSX)
- Dragon Slayer
- Eggerland II
- Famicle Parodic
- Famicle Parodic 2
- Feedback (MSX)
- Final Fantasy
- Firehawk: Thexder the Second Contact
- Frantic (MSX)
- Fray (MSX)
- Ganbare Goemon
- Gorby's Big Pipeline Operation
- Great Strategy II
- High School! Kimengumi
- Hino Tori
- Hydefos
- King Kong 2: Yomigaeru Densetsu
- l'Affaire
- Lenam: Sword of Legend
- Magnar
- Match Maniac
- Metal Gear
- Metal Gear 2: Solid Snake
- Might and Magic II
- Mon Mon Monster
- Mr. Ghost
- NOSH
- Nyancle Racing
- Pac-Mania
- Penguin Wars II
- Pennant Race II
- Pixess
- Princess Maker
- Psy-O-Blade
- Psychic War : Cosmic Soldier 2
- Psycho World
- Pumpkin Adventure III 'The hunt for the unknown'
- Puyo Puyo
- Quarth
- R-Type
- RAD-X 8
- Replican
- Rastan Saga
- Rune Worth
- RuneMaster
- RuneMaster II
- RuneMaster: War among Three Empires
- Sa-Zi-Ri
- SD Snatcher
- The Shrines of Enigma
- Snatcher
- Sorcerian : Dragon Slayer V
- Space Manbow
- Super Cooks
- Teacher's Terror
- Tetris
- Trojka
- Undeadline
- The Treasure of Usas
- Valis II
- Vampire Killer
- Xak: The Art of Visual Stage
- Xak II: The Rising of the Red Moon
- Xak: The Tower of Gazzel
- Xevious
- Ys I: Ancient Ys Vanished
- Ys II
- Ys III: Wanderers from Ys
- ZOO (MSX)